# Harald Löwenberg
Harald Johan Oscar Löwenberg , född den 25 november 1895 i Visby, död där den 22 juni 1963, var en svensk jurist.
Löwenberg avlade studentexamen vid Norra latinläroverket i Stockholm 1913 och juris kandidatexamen vid Stockholms högskola 1918. Han var extra ordinarie notarie i Svea hovrätt 1918, amanuens i Civildepartementet 1918–1920, i Kommunikationsdepartementet 1920–1921, tillförordnad domhavande (första gången i Södertörns domsaga) 1921–1923 och tjänstgjorde i Svea hovrätt 1923–1925. Löwenberg var rådman i Visby 1925–1937 och borgmästare där 1937–1959. Han var krigsdomare vid Gotlands infanteriregemente och Gotlands artillerikår 1929–1948, tillika vid Gotlands kustartillerikår 1939–1948. Löwenberg blev riddare av Vasaorden 1940 och av Nordstjärneorden 1947. Han vilar på Norra kyrkogården i Visby.